# Flugplatz Adschdabiya

i7
i11
i13
Der Flughafen Adschdabiya (englisch Ajdabiya Airport, ICAO-Code: HLAG) ist ein  Flughafen von Adschdabiya in Libyen.

## Lage
Der Flughafen liegt am westlichen Stadtrand von Adschdabiya.
Das Flughafengelände liegt an der Küstenstraße (Via Balbia) von Bengasi nach Brega.

Die Ortsmissweisung beträgt 2° Ost.